# Karl Rudolf Tanner
Karl Rudolf Tanner  (* 20. Juni 1794 in Aarau; † 8. Juli 1849 ebenda) war ein Schweizer Jurist, Dichter und Politiker.

## Biografie
Karl Rudolf Tanner wurde 1794 in Aarau als Sohn des reformierten Pfarrers Johann Rudolf Tanner geboren. Nach dem Besuch der Kantonsschule Aarau studierte er Rechtswissenschaft an den Universitäten Heidelberg und Göttingen. Während seines Studiums wurde er 1814 Mitglied der Burschenschaft Teutonia Heidelberg. Er promovierte 1817 und eröffnete in Aarau eine Anwaltskanzlei. 1825 wurde er Mitglied des Bezirksgerichts Aarau und 1826 Amtsstatthalter, trat aber schon zwei Jahre später aus Protest gegen das politische System der Restauration zurück.
Nach dem Freiämtersturm von 1830 wurde Tanner Mitglied des Verfassungsrats, im darauf folgenden Jahr Mitglied des Grossen Rats des Kantons Aargau und 1833 Obergerichtspräsident. In den Jahren 1832 und 1833 vertrat er als Abgesandter den Kanton Aargau an der Tagsatzung. Als einer der radikalsten Politiker seiner Zeit trat er vehement für die Aufhebung der Aargauer Klöster und die Niederschlagung des Sonderbundes ein. Nach der Gründung des schweizerischen Bundesstaats 1848 wurde er bei den ersten Parlamentswahlen in den Nationalrat gewählt, starb aber schon nach seiner zweiten Session an einer Herzkrankheit.
Die Gedichte Tanners, kleine Lieder und Bilder, stehen in der Tradition der Schwäbischen Dichterschule.

## Werke
- Heimatliche Bilder und Lieder. Aarau 1826. 2. vermehrte Auflage Aarau 1829. 3. Auflage Aarau 1836. 4. vermehrte Auflage Aarau 1842. Ausgabe letzter Hand, vermehrt und vermindert Zürich 1846.
- Karl Rudolf Tanner: Gedichte. In: Gustav Schwab (Hrsg.): Fünf Bücher deutscher Lieder und Gedichte. 3. Auflage. Weidmann’sche Buchhandlung, Leipzig 1848, S. 607 f. (Digitalisat in der Google-Buchsuche).
- Karl Rudolf Tanner: Gedichte. In: Karl Gödeke (Hrsg.): Deutschlands Dichter von 1813 bis 1843. Hahn’sche Hofbuchhandlung, Hannover 1844, S. 92 (Digitalisat in der Google-Buchsuche).
- Karl Rudolf Tanner: Gedichte. In: Heinrich Kurz (Hrsg.): Blumenlese aus den neuen Schweizerischen Dichtern. Band 1. Friedrich Schulthess, Zürich 1860, S. 350–370 (Digitalisat in der Google-Buchsuche).